# Elk Cloner
Elk Cloner — один із перших відомих комп’ютерних вірусів, який поширився «in-the-wild», тобто був виявлений на комп'ютерах користувачів, а не в системі, в якій був створений..  Він приєднувався до операційної системи Apple II і поширювався на дискету. Вірус був написаний приблизно в 1982 році програмістом і підприємцем Річардом Скрентою, коли він був ще 15-річним учнем середньої школи. Спочатку це був жарт, юний програміст помістив вірус на диск з грою.

## Зараження та наслідки
Elk Cloner поширювався шляхом зараження операційної системи Apple DOS 3.3 з використанням техніки, відомої тепер як завантажувальний вірус. Вона була прикріплена до гри, яка потім була націлена на гру. У 50-й раз, коли гра була розпочата, був випущений вірус, після чого з'являвся порожній екран, на якому був написаний віршик про вірус. Якщо комп'ютер завантажував операційну систему з інфікованого дискета, то копія вірусу поміщається в оперативну пам'ять комп'ютера. Коли в комп'ютер було вставлено неінфікований диск, вся DOS (включаючи Elk Cloner) буде скопійована на диск, що дозволяє йому поширюватися з диска на диск. Щоб запобігти повторному перезаписуванню DOS кожного разу, коли диск був доступний, Elk Cloner також написав байт підпису до каталогу диска, вказуючи, що він вже був заражений.
Вірш, який Elk Cloner демонстрував, був таким:
```
ELK CLONER:
   THE PROGRAM WITH A PERSONALITY

 

IT WILL GET ON ALL YOUR DISKS
IT WILL INFILTRATE YOUR CHIPS
YES IT'S CLONER!

 

IT WILL STICK TO YOU LIKE GLUE
IT WILL MODIFY RAM TOO
SEND IN THE CLONER!
```

## Як все почалося
Elk Cloner був створений Річардом Скрентом, як пранк в 1982 році. Скрента вже мав репутацію жартівника серед своїх друзів, тому що, під час обміну комп'ютерними іграми та програмним забезпеченням, він часто зміщував дискети, щоб вимкнути або відображати повідомлення на екрані. Через цю репутацію багато його друзів просто перестали приймати від нього дискети. Тому Скрента думав про методи зміни дискет без фізичного дотику або шкоди для них. Під час зимових канікул Скрента відкрив, як автоматично запускати повідомлення на своєму комп'ютері Apple II. Він розробив те, що зараз відомо як вірус завантажувального сектора, і почав поширювати його на початку 1982 року серед друзів середньої школи і місцевого комп'ютерного клубу. Двадцять п'ять років потому, в 2007 році, Скрента назвав його «якимось дурним маленьким практичним жартом».

## Усунення проблеми
Вірус був досить заразним, успішно заражаючи дискетки більшості людей яких Скрента знав, засмучучи багатьох з них.
Частина «успіху» полягала в тому, що люди зовсім не були достатньо насторожені щодо потенційної проблеми, також не були доступні сканери вірусів або звичні нам програми, що могли їх прибрати. Вірус можна було видалити за допомогою програми MASTER CREATE від Apple або інші утиліти, щоб перезаписати свіжу копію DOS на заражений диск. Крім того, коли Elk Cloner був вилучений, раніше заражений диск не був би переінфікований, оскільки він вже містив «підпис» Elk Cloner у своєму каталозі. Також можна було «щепити» незаражені диски проти Elk Cloner, написавши «підпис» на диск; вірус тоді б думав, що диск вже був заражений і утримувався від написання самого себе.